# 苏万尼号护航航空母舰
USS  蘇萬尼 (CVE-27) (本是美国的海军油船AO-33, 后改装为护航航空母舰 AVG/ACV/CVE-27) 于1938年6月3日在新泽西州Kearny由联邦造船干坞公司建造，发出合约的是海事委员会，命名为马凯号 (舷号MC 5); 1939年3月4日下水，由Howard L. Vickery夫人命名，转交给基斯通油船公司并使用到1941年6月26日转交给美国海军。重命名为 蘇萬尼 (AO-33); 于1941年7月11日编列入海军，船长是海军中校 Joseph R. Lannom 。她在1944年参加了莱特湾海战并负伤。